# Spybot - Search & Destroy
Spybot Search and Destroy è un programma di rimozione degli spyware presente nel computer che lavora nei sistemi operativi a partire da Windows 95 in avanti. Come altri programmi simili effettua scansioni nei dischi, nella memoria RAM e nel registro del sistema.
Spybot fu progettato dal programmatore tedesco Patrick Michael Kolla in Delphi, ed è distribuito da Kolla's company Safer Networking Limited.
Spybot è al momento disponibile in tre versioni:
- una versione gratuita, che offre protezione contro spyware e rootkit, che permette l'immunizzazione del sistema e che include anche la protezione Internet;
- una versione "Home" a pagamento che, rispetto a quella gratuita, offre anche protezione anti-virus, protezione attiva e un ambiente di ripristino protetto;
- una versione "Professionale" sempre a pagamento che, rispetto alla versione "Home", include anche le funzioni "Tritatutto di sicurezza" (che permette la cancellazione di file), "Creazione CD d'avvio", "Ripristino registro di sistema" e "Scansione per le applicazioni dell'iPhone".

## Caratteristiche
Spybot riesce a rimuovere i problemi causati da cookie traccianti, problemi al registro, Winsock LSPs, oggetti ActiveX, reindirizzamento della home page del browser ed è anche in grado di proteggere la privacy dell'utente. Spybot include anche una utility di immunizzazione in grado di bloccare l'installazione degli spyware riconosciuti all'interno del suo database.
Per migliorare sempre più l'efficienza del programma gli sviluppatori rilasciano gli aggiornamenti delle definizioni del database (che in genere vengono rilasciati ogni mercoledì per la versione gratuita e quotidianamente per le versioni a pagamento), file di aiuto e nuovi linguaggi (l'italiano è già disponibile) oltre a nuovi algoritmi per le scansioni euristiche. Gli aggiornamenti si scaricano utilizzando la comoda interfaccia del programma e dopo averli scaricati vengono automaticamente installati.
Spybot si può installare su sistemi operativi a partire da Windows 95 e si possono scegliere varie skin e vari linguaggi.
È inoltre disponibile una modalità avanzata per gli utenti più esperti, per pulire e ottimizzare il sistema.

## Riconoscimenti
Spybot è uno dei programmi più consigliati per la rimozione di malware in generale e ha vinto numerosi premi come PC World Best Buy e World Class 2003 Awards, il PC Magazine scelta migliore e PC User migliore acquisto #1. Spybot è anche raccomandato da CNet, ZDNet, il Wall Street Journal, The Guardian, MSNBC, CNN e altre riviste. È particolarmente apprezzato per la sua facilità di installazione e uso nonché per l'interfaccia spartana e semplice da utilizzare.